# Sailly-sur-la-Lys
Sailly-sur-la-Lys là một xã trong tỉnh Pas-de-Calais, vùng Hauts-de-France, Pháp.

## Địa lý
Sailly-sur-la-Lys là một xã nông trại và công nghiệp nhẹ, có cự ly khoảng 3 dặm (4,8 km) về phía đông nam Béthune và 24 dặm (38,6 km) về phía tây nam của Lille, tại giao lộ của các tuyến đường D945 và D66. Sông Lys tạo thành phần lớn ranh giới phía tây và bắc của xã.

## Dân số
| 1962                                                              | 1968 | 1975 | 1982 | 1990 | 1999 | 2006 |
| ----------------------------------------------------------------- | ---- | ---- | ---- | ---- | ---- | ---- |
| 1789                                                              | 1924 | 2049 | 2919 | 3889 | 3981 | 4108 |
| Số liệu điều tra dân số tính từ năm 1962, dân số chỉ tính một lần |      |      |      |      |      |      |

## Địa điểm nổi bật
- Nhà thờ St. Vaast, xây lại sau đệ nhất thế chiến.